# Горная вискаша
Го́рная вискаша, или южная вискача (лат. Lagidium viscacia) — вид млекопитающих из отряда грызунов с гистрикоморфной скуловой системой (Rodentia), семейства шиншилловых (Chinchillidae) среднего и крупного размера (1,5–3 кг). Обитает в Аргентине, Боливии, Чили и Перу, а также в Эквадоре. Lagidium viscacia включает более 20 именных форм, впервые описаны в 18 и 20 веках. Семейство включает три рода: монотипный Lagostomus, два вида Chinchilla, количество видов Lagidium обсуждается. Наиболее широко распространены три вида Lagidium: L. peruanum, L. viscacia и L. wolffsohni.
Открыта новая популяция Lagidium ahuacaense в Эквадоре, которая может состоять не более чем из нескольких десятков особей, что требует срочных природоохранных мероприятий.

## Описание
Lagidium viscacia — широко распространённый таксон с популяциями от западной Боливии до южной Аргентины и Чили. В последнее время были проведены исследования на подмножестве из 55 взрослых экземпляров, сгруппированных в соответствии с их географическим происхождением и измерениями строения черепа. Анализ основных и дискриминантных компонентов показал умеренное совпадение между особями из различных регионов на юге Аргентины, с одной стороны, на северо-западе Аргентины, западной Боливии и северной Чили — с другой. Внешняя окраска, несмотря на сильную изменчивость, показала преобладание серых оттенков к югу от Аргентины и желтоватых к северо-западу.
Густой мягкий мех на туловище имеет длину примерно 300–450 мм за исключением густого грубого меха на хвосте. Окраска шерсти варьируется от темно-серой в западной Боливии до коричневой на севере Чили. Брюшная часть меха светлее и может быть белой, желтоватой или светло-серой. Закрученные концы хвостов варьируются — от ржавого до черного цвета. У южной вискаши хвост с чёрным кончиком, у северной хвост заканчивается красновато-коричневым или чёрным мехом. Эквадорская горная вискаша имеет чёрную полосу на спине. У вискаш длинные, покрытые волосами уши. У самок только одна пара молочных желёз. Диапазон массы — от 0,9 до 3 кг.

## Места обитания
Горная вискаша обитает в горах Анд — в Перу на высоте примерно от 3000 до 5000 метров над уровнем моря. Это соответствует области, заключённой между линиями леса и снега. Несмотря на то, что часто встречается локально, имеет рассеянное распространение по всему ареалу. Нередко популяции отделены от друга более чем на 10 километров. Вид обитает в сухих, каменистых местах между линией леса и снега в горах Анд, где растительность относительно скудная, характеризуется грубыми травами. Часто встречаются у воды, где больше сочной растительности, чем в более засушливых районах. Особенности среды обитания связаны с тем, что они ловко бегут по крутой скалистой местности и укрываются от хищников в широких расщелинах и скалах. Норы также устраивают среди скал, в расщелинах.
Вид чаще всего обитает на высоте 3000—5000 м, может спускаться до 600 м (Pearson, 1957; Grimwood, 1969), тесно связан с большими валунами или скалистыми утёсами, где в глубоких расщелинах и узких каменных туннелях устраивают места для гнездования. Вид L. peruanum известен высокой изменчивостью окраски даже в пределах одной популяции. 

## Питание
Вискаши поедают большую часть редкого травянистого покрова, который находят в среде обитания — жесткие травы, лишайники и мох. Питаются в основном с позднего вечера и до захода солнца

## Поведение
Горные вискаши живут большими колониями до 80 особей. Колонии разделены на небольшие семьи от 2 до 5 особей, которые занимают одну нору. Животные плохо копают землю, поэтому их норы находятся в расщелинах среди скал. Они не охраняют территорию, редко агрессивны. Когда начинается сезон размножения, самка вытесняет самца из семейной норы, после чего они рассеиваются по всей колонии. Большую часть дня проводят, греясь и чистя мех на скалах. Кормление начинается во второй половине дня и продолжается до захода солнца, когда особи возвращаются в свои норы. Вискаши быстры и подвижны, способны перепрыгивать с камня на камень короткими или длинными прыжками (более чем на 2 метра), если встревожены. Во время тревоги издают пронзительный звук, чтобы предупредить колонию о потенциальной угрозе. Редко уходят от укрытия более чем на 70 метров.

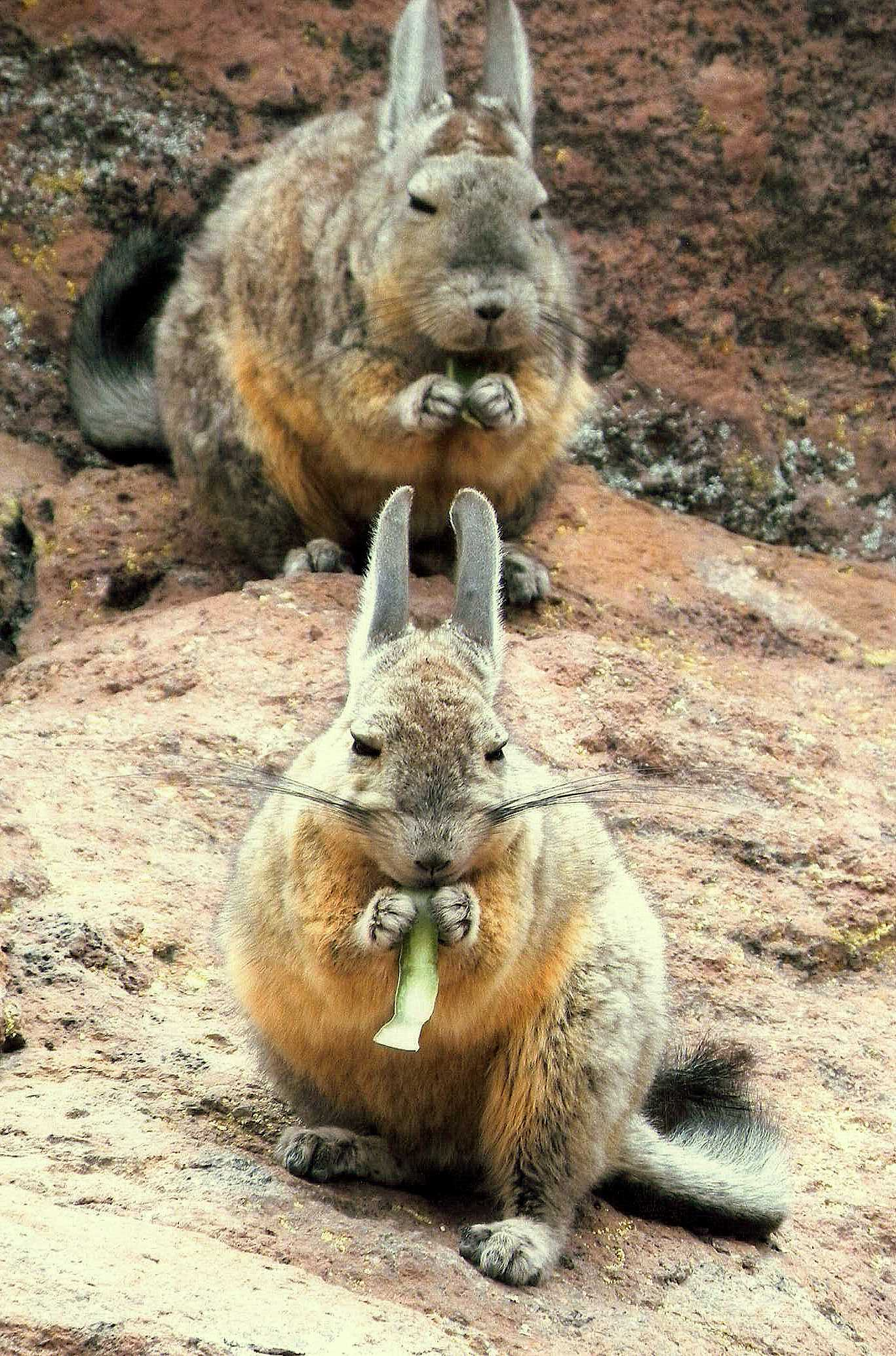
Вискаши возле вулкана Ольягуе, Боливия
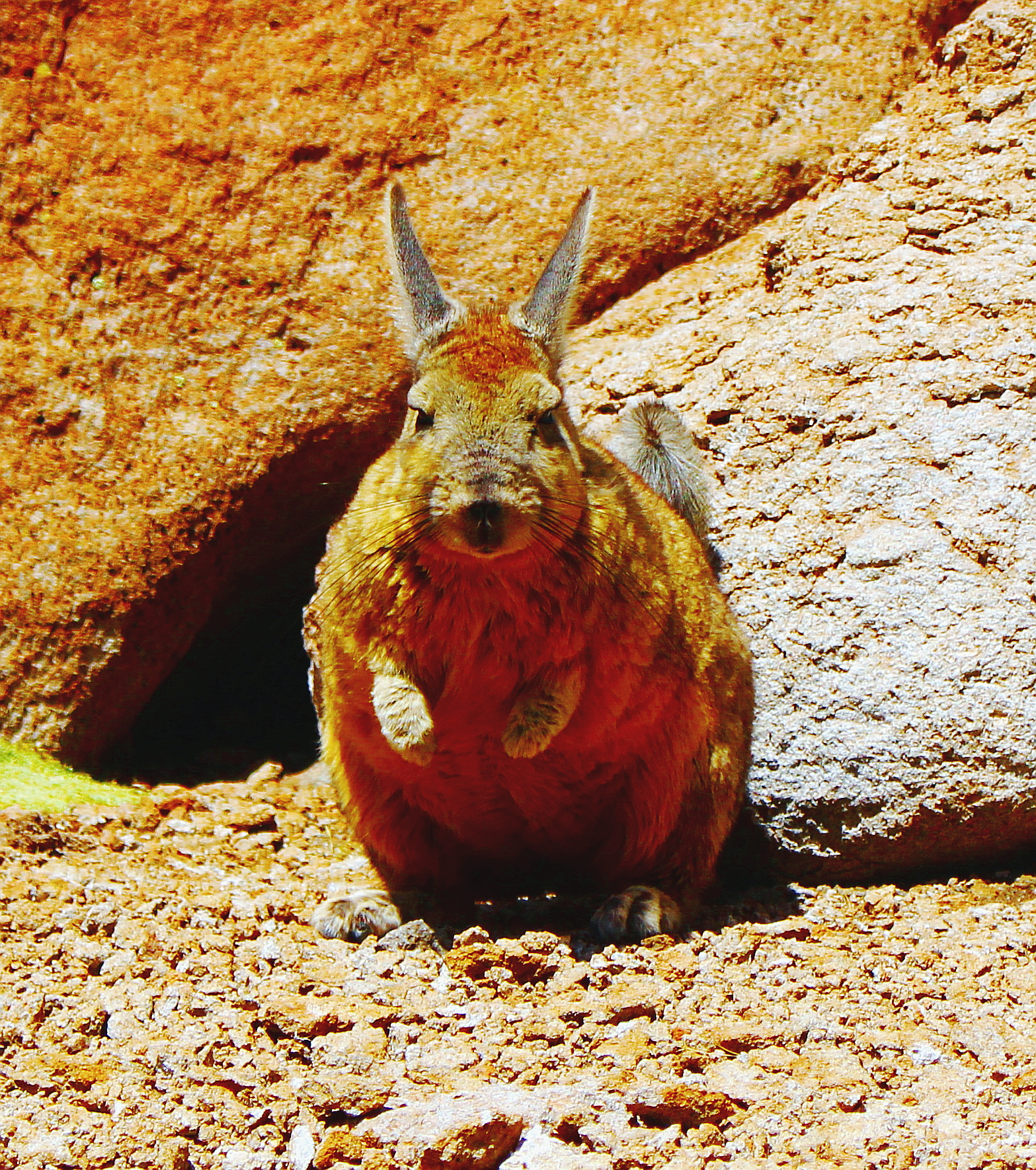
Вискаша
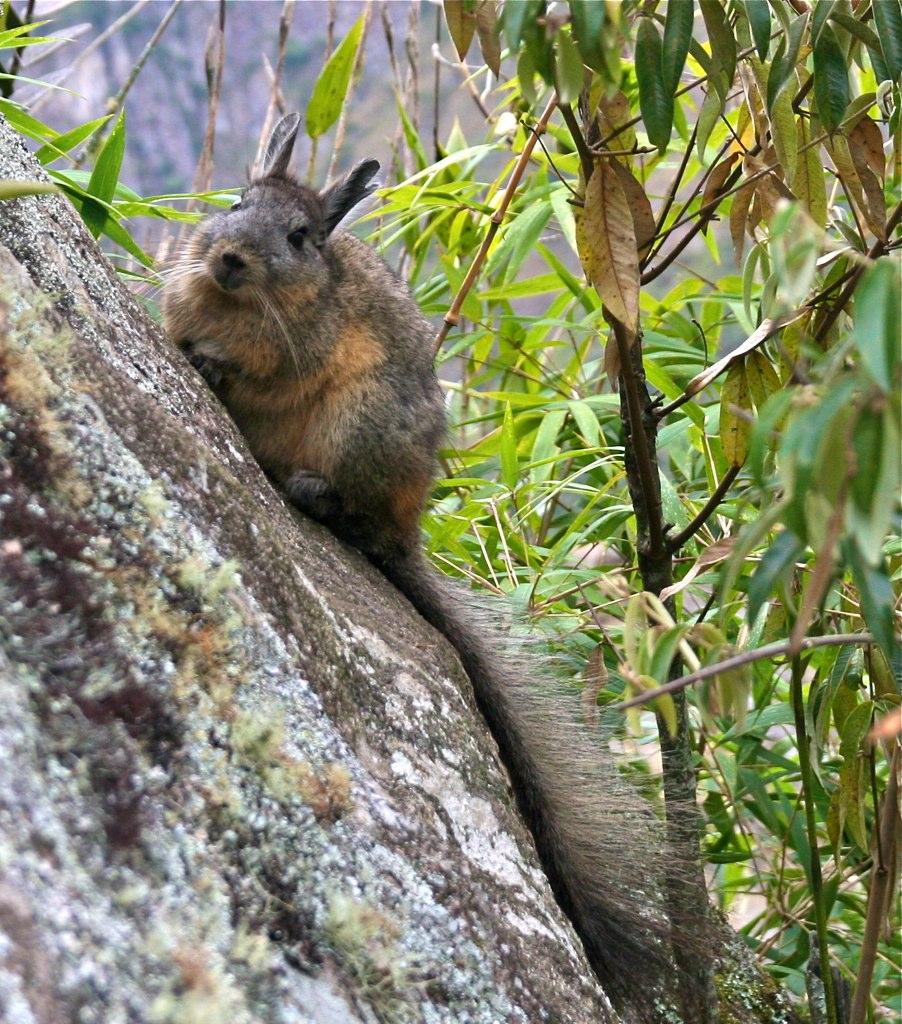
Вискаша  на скале в Мачу-Пикчу, Перу.
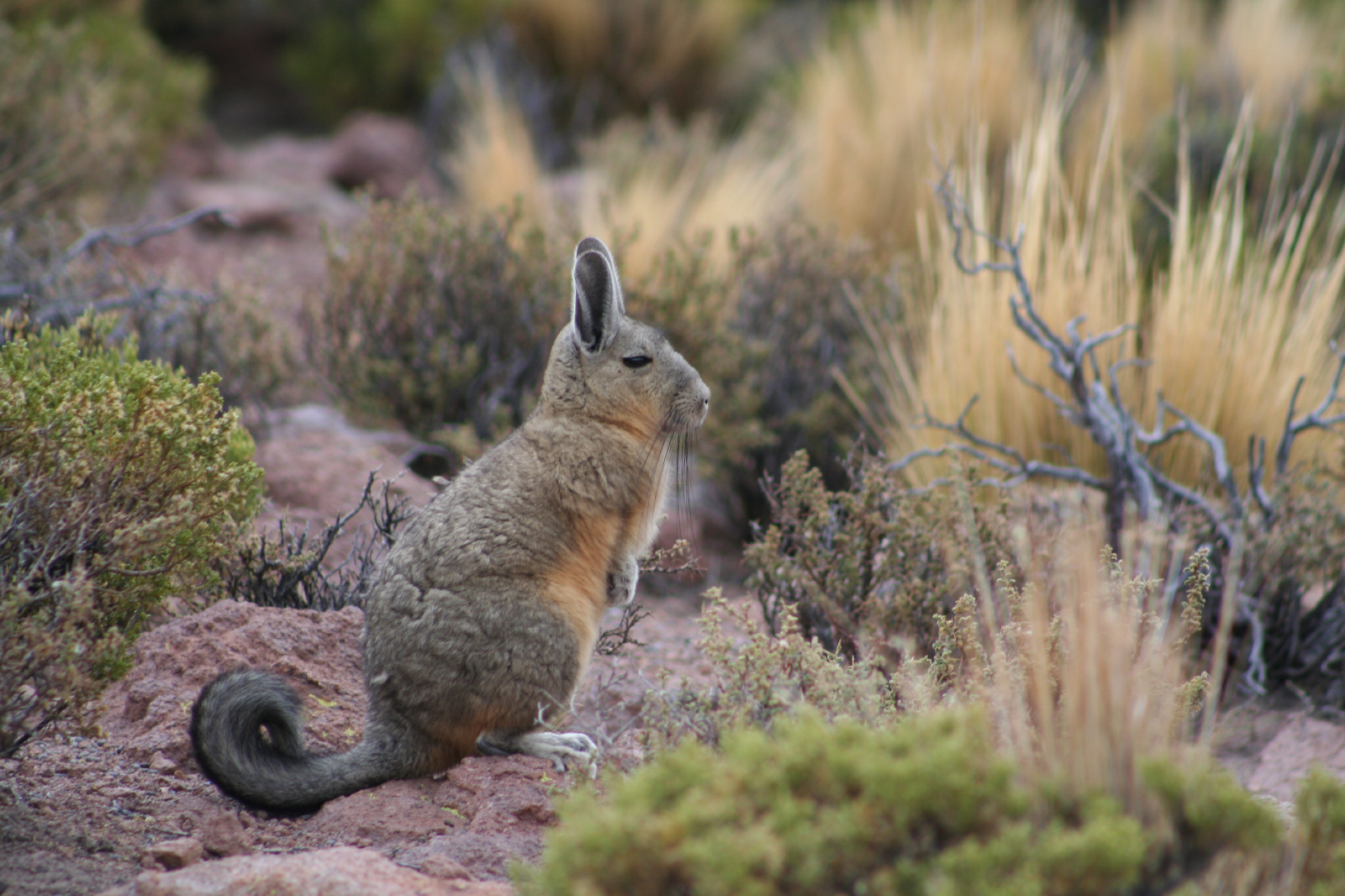
Вискаша (Lagidium viscacia Molina)

## Воспроизведение

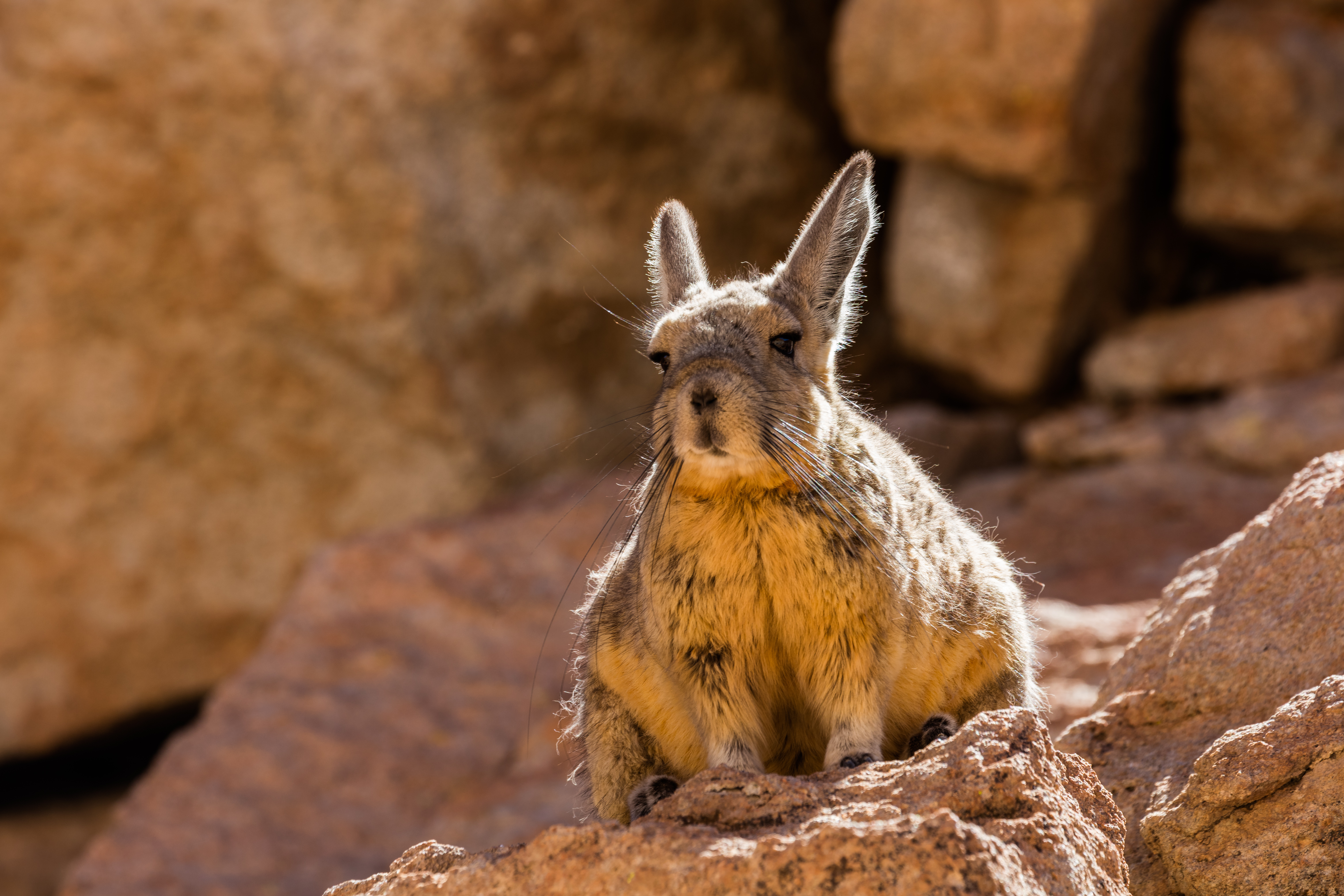
Горная вискаша (Lagidium viscacia), пустыня Силоли, Боливия

Самки и самцы достигают репродуктивной зрелости в возрасте одного года. Самки вынашивают плод от 104 до 140 дней. Период спаривания длится с октября по декабрь, все взрослые самки беременеют. Беременность завершается рождением одного детёныша. Хотя у самок может быть послеродовая течка, маловероятно, что вторая беременность в одном году будет результативной, учитывая продолжительность периода беременности и время брачного сезона. Потомство скороспелое, питается смесью материнского молока и растительностью. У самок в наличии два яичника и два рога матки, но функционируют только правый яичник и рог матки. Если правый яичник повреждается или удаляется, левый становится функциональным. Кормят потомство грудным молоком около месяца. Вид подвержен большему риску хищничества со стороны людей, которые охотятся на вискаш из-за меха и мяса. Вследствие охоты численность вискаш сокращается, популяция нуждается в охранных мероприятиях. Международным союзом охраны природы и природных ресурсов биологическому виду присвоен охранный статус как вызывающий наименьшие опасения.